# Rhyacia bella
Rhyacia bella är en fjärilsart som beskrevs av Stephens 1925. Rhyacia bella ingår i släktet Rhyacia och familjen nattflyn. Inga underarter finns listade.